# John T. Andrews (Politiker)
John Tuttle Andrews (* 29. Mai 1803 bei Schoharie Creek, New York; † 11. Juni 1894 in Dundee, New York) war ein US-amerikanischer Jurist und Politiker. Zwischen 1837 und 1839 vertrat er den Bundesstaat New York im US-Repräsentantenhaus.

## Werdegang
John Tuttle Andrews wurde ungefähr neun Jahre vor dem Ausbruch des Britisch-Amerikanischen Krieges im Greene County geboren. Die Familie zog 1813 nach Reading bei Dundee im Yates County. Dort besuchte er Bezirksschulen, wurde aber auch privat unterrichtet. Er war mehrere Jahre lang als Lehrer an einer Schule tätig. Dann ging er in Irelandville und Watkins kaufmännischen Geschäften nach. Er war 1836 und 1837 Friedensrichter und Sheriff im Steuben County. Politisch gehörte er der Demokratischen Partei an.
Bei den Kongresswahlen des Jahres 1836 für den 25. Kongress wurde Andrews im 27. Wahlbezirk von New York in das US-Repräsentantenhaus in Washington, D.C. gewählt, wo er am 4. März 1837 die Nachfolge von Joshua Lee antrat. Da er auf eine erneute Kandidatur 1838 verzichtete, schied er nach dem 3. März 1839 aus dem Kongress aus.
Nach seiner Kongresszeit zog er sich aus dem aktiven Geschäft zurück und ließ sich in Dundee nieder. Zwischen 1866 und 1877 ging er wieder kaufmännischen Geschäften nach. Dann zog er sich erneut von seinen Geschäftsaktivitäten zurück, um sich um seinen Privatbesitz zu kümmern. Er verstarb am 11. Juni 1894 in Dundee. Sein Leichnam wurde dann auf dem Hillside Cemetery beigesetzt.